# Beatriz da Silésia
Beatriz da Silésia ou Beatriz da Silésia-Glogau (também conhecida como Beatriz de Świdnica; em polonês: Beatrycze Świdnicka; em alemão: Beatrix von Schweidnitz; 1290 — Munique, 24 de agosto de 1322) foi uma princesa polonesa membro da Casa de Piast no ramo silesiano de Jawor-Świdnica, e, por seu casamento com Luís IV de Baviera, duquesa da Baviera e rainha da Germânia.

## Família
Ela era a segunda filha de Bolko I, o Rigoroso, Duque de Jawor-Świdnica, com sua esposa Beatriz, filha de Oto V, Marquês de Brandenburgo-Salzwedel.
Beatriz foi a terceira de dez filhos nascidos de sua mãe e pai. Seus irmãos eram: Bernardo de Świdnica, Henrique I de Jawor, Bolko II de Ziębice e Judite, esposa de Estêvão I, duque da Baviera.
Sete anos após a morte de seu pai e do nascimento de sua irmã póstuma, Ana, sua mãe Beatriz se casou com Ladislau de Bytom. Deste casal, Beatriz e seus irmãos ganharam dois meio-irmãos: Casimiro de Koźle e Eufemia, esposa de Conrado I de Oleśnica.

## Vida
Após a morte prematura de seu pai em 1301, Beatriz e seus irmãos foram colocados sob a tutela de seu tio materno Hermano, Marquês de Brandenburgo-Salzwedel até 1305, quando o filho mais velho de Bolko I, Bernardo, assumiu o governo de seus domínios e a tutela de seus irmãos mais novos, incluindo Beatriz.
Foi esse irmão Bernardo que, querendo assegurar uma aliança com a Baviera, arranjou um casamento para sua irmã com Luís IV, duque da Alta Baviera. O casamento ocorreu em 14 de outubro de 1308. Durante seu casamento, deu à luz seis filhos, mas somente três sobreviveram à idade adulta: Matilda, por casamento marquesa de Meissen, Luís V de Brandenburgo, mais tarde duque da Alta Baviera, marquês de Brandenburgo e conde de Tirol, e Estêvão II, mais tarde duque da Baixa Baviera.
Duque Luís IV foi eleito rei alemão em 20 de outubro de 1314. No entanto, outra facção elegeu Frederico I da Áustria como rei em 19 de outubro. Os dois reis rivais continuariam sua disputa pelo resto de suas vidas. Ela foi uma das duas rainhas rivais alemãs, com Isabel de Aragão, esposa de Frederico I.
Beatriz morreu em Munique, em 24 de agosto de 1322, muito tempo antes da coroação do marido como imperador do Sacro Império Romano, em 1328. Dois anos após sua morte, Luís IV se casou com Margarida II, Condessa de Hainaut.

## Descendência
Luís e Beatriz tinha seis filhos; três deles viveram até a idade adulta:
1. Matilda (depois de 21 de junho de 1313 — Meißen, 2 de julho de 1346) casou-se em Nurembergue, em 1º de julho de 1329, com Frederico II, Markgraf de Meißen;
2. uma criança (setembro de 1314 — 1314?);
3. Luís V da Baviera (1315 — 1361), duque da Alta Bavaria, marquês de Brandenburgo, conde de Tirol;
4. Ana (c. 1316 — 29 de janeiro de 1319, Kastl);
5. Inés (c. 1318 — m. 1318?);
6. Estêvão (1319 — 1375), duque da Baixa Baviera.